# Andorra Televisió

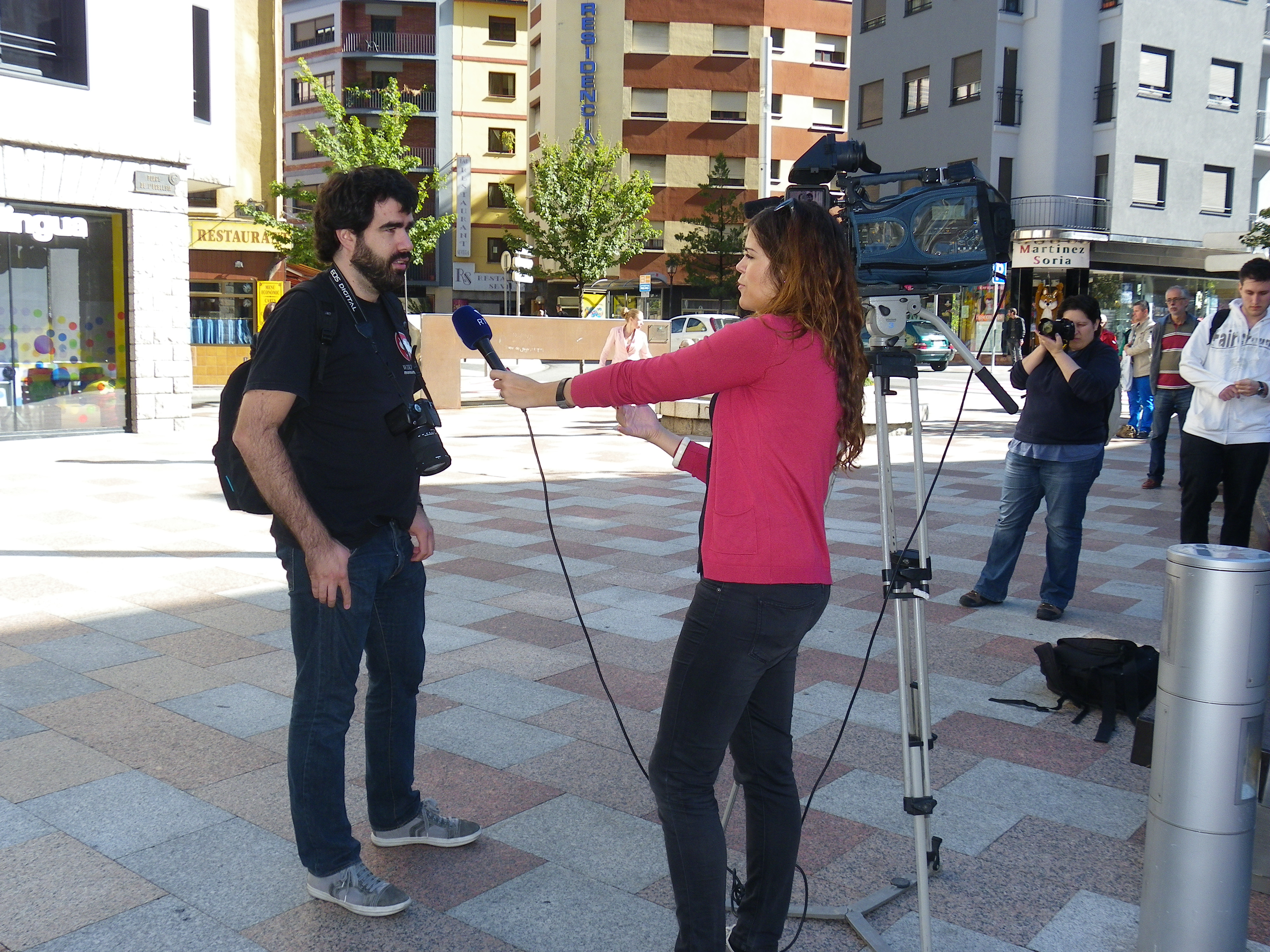
De Andorrese televisie interviewt een Wikipediaan tijdens de eerste Andorra Photowalk

Andorra Televisió is de staatsomroep van het prinsdom Andorra en maakt deel uit van Ràdio i Televisió d'Andorra (RTVA). De programmering van de zender is in het Catalaans.
De eerste (proef)uitzending vindt plaats op 4 december 1995 op de frequentie van Canal 33, een Catalaanse zender. De volgende dag om kwart voor drie begint de officiële uitzending van de zender, met het eerste nieuwsbulletin. Op 1 november 1999 zendt de omroep de eerste dramaserie van eigen makelij uit, Cim de Passions ('Top van de passie'). De serie ontwikkelt eigen series en programma's, en koopt ook programma's in van Catalaanse zenders.
De omroep maakt een grote sprong als RTVA in 2004 voor het eerst deelneemt aan het Eurovisiesongfestival, waarvoor eerder de benodigde infrastructuur nog niet aanwezig was. Op 12 mei van dat jaar klinkt voor het eerst Catalaans in de belangrijkste liedjeswedstrijd van Europa. De eerste deelname wordt georganiseerd in samenwerking met de Catalaanse zender TV3, die zowel het Andorrese als het Catalaanse publiek in staat stelt mee te beslissen welke artiest naar het festival gestuurd wordt. De zender zou 6 keer een artiest afvaardigen, waaronder in 2007 de in Andorra woonachtige Nederlandse Marian van de Wal. maar na de deelname in 2009 wordt uit budgettaire overwegingen besloten niet weer deel te nemen. Saillant detail is dat na het relatieve succes van de deelname in 2007, ondanks het feit dat de finale niet werd gehaald, de Spaanse staatstelevisie RTVE besloot het jaar erop de nationale selectie open te stellen voor inzendingen in regionale talen als Catalaans, Galicisch of Baskisch.
Ook het internationaal uitzenden van de Spelen van de Kleine Staten van Europa in 2005 is voor de omroep een bewijs dat ze haar eigen logistiek op een hoger plan heeft getild.